# اندرو ال. استون
اندرو ال. استون (انگلیسی: Andrew L. Stone؛ زاده ۱۶ ژوئیهٔ ۱۹۰۲ درگذشته ۹ ژوئن ۱۹۹۹) یک کارگردان، و فیلم‌نامه‌نویس اهل ایالات متحده آمریکا بود.

## زندگی‌نامه
استون در سال ۱۹۰۲ در کالیفرنیا به دنیا آمد او با همسر بازیگرش ویرجینیا استون فعالیت هنری خود را از اواخر دههٔ بیست آغاز کرد بدین ترتیب که بعد از فراغت از تحصیل در مدرسهٔ سینمایی در ۱۹۳۷ فیلم‌های کوتاهی را که نوشته بود کارگردانی می‌کرد و به کمپانی پارامونت می‌فروخت و از ۱۹۳۸ تا ۱۹۴۱ در مقام نویسنده و کارگردان با کمپانی مذکور همکاری می‌کرد و از ۱۹۴۳ شرکت تهیهٔ فیلم شخصی خودش را با همکاری یونایتد آرتیستز و بعد متروگلدوین مایر اداره می‌کرد از ۱۹۵۸ شرکت مستقلی با همسرش به وجود آورد؛ که بسایری از آثارش را در آنجا تدوین کرد

## فیلمشناسی
- مرثیه
- ساعت دو صبح
- سایه‌های افتخار (۱۹۳۰)
- ادارهٔ مرکزی جهنم (۱۹۳۲)
- دختر گفت نه (۱۹۳۷)
- بهشت ربوده شده (۱۹۳۸)
- به فرانسه بگو (۱۹۳۸)
- در موسیقی جادو هست ()
- ویکتور هربرت بزرگ (۱۹۳۹)
- قناری خوب پخته شده (۱۹۴۱)
- هوای طوفانی (۱۹۴۳)
- شور
- رفتار بالینی
- دخترهای یک مجرد (۱۹۴۶)
- تفریح در یک تعطیلی آخر هفته (۱۹۴۷)
- شاهراه ۳۰۱ (۱۹۵۰)
- دختر مورد اعتماد (۱۹۵۲)
- تلهٔ فلزی (۱۹۵۲)
- برنامه‌ریزی برای جنایت (۱۹۵۳)
- شب سرپوش جنایت است.
- جولی (۱۹۵۶)
- فریاد وحشت (۱۹۵۸)
- عرشهٔ خونین (۱۹۵۸)
- آخرین سفر (۱۹۶۰)
- حلقهٔ آتش (۱۹۶۱)
- کلمهٔ عبور شجاعت است (۱۹۶۲)
- هرگز به روی کاغذ نیاورد (۱۹۶۴)
- راز موفقیت من (۱۹۶۵)
- آواز نروژ (۱۹۷۰)
- والس بزرگ (۱۹۷۲)
- پیرزوی بزرگ
- شب پرماجرا